# Slovní tvar
Slovní tvar je tvaroslovná forma lexému. V případě ohebných slov má konkrétní lexém (např. nůž) v důsledku skloňování, časování nebo dalších tvaroslovných jevů více realizací (alolexů – nůž, nože, nožem, noži, nožích, nožů, nožům), z nichž každý může odpovídat jednomu nebo více slovním tvarům, jak lze zjistit porovnáním s lexémy se stejnou funkcí (např. noži může být 3. pád jednotného čísla, 5. pád jednotného čísla, 6. pád jednotného čísla nebo 7. pád množného čísla). Určitý slovní tvar má obvykle několik funkcí – např. 7. pád množného čísla může mít funkci nástroje (ořezat maso noži), příslovečného určení místa (procházet lesy, mezi zuby).

## Struktura slovních tvarů
Slovní tvary mají stránku výrazovou i významovou a zpravidla představují útvary dvojčlenné struktury se složkou lexikální tvořenou tvarotvorným základem, který je společný pro všechny tvary téhož slova, a složkou gramatickou tvořenou tvarotvorným formantem.
U flektivních a aglutinačních jazyků se alolexy vytvářejí pomocí afixů – nejčastěji přípon, ale i předpon (jdu → půjdu, více → nejvíce) nebo infixů. Při aplikaci afixu může docházet ke změnám slovního základu (např. koč(e)k+a → kočka, koč(e)k+ě → kočce, koč(e)k+0 → koček, v některých aglutinačních jazycích se uplatňuje vokálová harmonie). Významným způsobem vytváření slovních tvarů jsou u některých jazyků alternace slovního základu (introflexe) (v češtině např. psát → píšu, v angličtině sing, sang, sung). U analytických jazyků se pro vytváření alolexů používají pomocná slova, například členy (němčina, francouzština), částice (angličtina call → to call, Lord → oh, Lord) nebo tvary slovesa být (volné morfémy). Tak vznikají složené slovní tvary (např. budu chodit). Určitý jazyk obvykle používá více než jeden způsob vytváření slovních tvarů, přičemž míra použití jednotlivých způsobů se v rámci jednoho jazyka i mezi jazyky může značně lišit.